# Маяк (футбольный клуб, Харьков)
«Маяк» — украинский футбольный клуб из Харькова. Основан в 1958 году.
Под названием «Маяк» команда представляла в чемпионатах СССР Харьковский завод имени Т.Г. Шевченко. На протяжении 11 сезонов «Маяк» выступал в чемпионате СССР (2-я лига, Украинская зона).
После создания Чемпионата Украины выступала в Переходной лиге. В первом сезоне 1992 года под названием «Олимпик» заняла 6-е место. После сезона 1992—1993, который она провела под названием «Юпитер», и в котором заняла 14-е место, команда прекратила выступления на профессиональном уровне.
Большинство матчей клуб проводил на стадионе Канатного завода на Новой Баварии.
Выступает в чемпионате Харькова с 1994 года, проводя домашние матчи на стадионе «Маяк».

## История названий
- 1958—1991 —  «Маяк»
- 1991—1992 —  «Олимпик»
- 1992—1993 —  «Юпитер»
- 1993 — настоящее время —  «Маяк»

## История
Команда была создана в 1958 году на передовом в СССР предприятии по производству военной и бытовой электроники (Харьковский завод имени Т. Г. Шевченко). С этого же года команда начинает играть в первенстве города.
В 1959 году «Маяк» стал уже одним из сильнейших в городе и после этого выступал в первой и высшей лигах чемпионата области.
В 1968 году «Маяк» добился первого чемпионства. Дважды становясь второй командой Украины в финальном турнире за выход в класс «Б», «Маяк» выиграл первенство КФК и в 1972 году выступал во второй лиге чемпионата СССР. На 10 лет клуб вернулся в чемпионат КФК, удерживая там передовые позиции. В 1981 году «Маяк» снова вернул себе звание чемпиона Украины и снова выступал во второй лиге СССР до его развала.
Со временем в чемпионате города заявилась вторая команда «Маяка» с таким же названием.
Домашние матчи с лидерами собирали на трибунах четырёхзначное количество болельщиков. Например, на матче с «Таврией» в 1988 году на стадионе «Динамо» собралось семь с половиной тысяч.
За 1989—1991 годы «Маяк» несколько раз меняет владельца — переходя то к Канатному заводу, то на баланс Областного спорткомитета. В начале 1991 года команда была передана на баланс школы олимпийского резерва, и поэтому поменяла название на «Олимпик», а затем на «Юпитер». Клуб прекратил выступления на уровне чемпионатов Украины в 1993 году из-за отсутствия финансирования.
Формально название «Маяк» сохранялось за второй командой, выступавшей под клубным названием в чемпионате города и относясь, как и в начале, к заводу имени Т. Г. Шевченко, выступая на стадионе «Маяк» на Новоселовке.
С начала 2000-х завод Шевченко прекращал свое существование, реорганизуясь и продавая территории, но группа спортивных активистов продолжила дело футбольного клуба, практически на одном энтузиазме, в некоторые годы получая поддержку от районного исполкома. Клуб на протяжении последних лет участвует почти во всех сезонах чемпионата города Харькова, пропустив пару-тройку сезонов из-за организационных проблем. Выигрывал бронзовые медали городского первенства.

## Достижения
Чемпионат СССР (Вторая лига): 
- 16 место из 24-х (1 раз) — 1982.

 Чемпионат Украины (Третья лига): 
- 6 место (1 раз) — 1992.

 Чемпионат Украины (лиги КФК любительская): 
- Чемпион (2 раза) — 1971, 1981.
- Вице-чемпион (2 раза): 1968,1969.

 Кубок Украины (любительский): 
- Финалист (1 раз) — 1978.

 Чемпионат Харьковской области: 
- Чемпион (4 раза) — 1967, 1968, 1969, 1970.
- Вице-чемпион (1 раз) — 1988.

 Кубок Харьковской области: 
- Обладатель (8 раз: рекорд) — 1971, 1975, 1977, 1979, 1981, 1985, 1986, 1987.

 Чемпионат Харькова: 
- Бронзовый призёр (1 раз): 2014.